# Bibi Titi Mohamed
Bibi Titi Mohamed (Dar es-Salaam, 1926 — África do Sul, 5 de novembro de 2000) foi uma líder política, que lutou pela independência do Tanganica (atual Tanzânia) contra o domínio britânico. Atuou como líder da ala feminina do partido União Nacional Africana da Tanzânia (Tanganyika African National Union - TANU), onde mobilizou um grande número de mulheres para entrar na luta a favor da independência. Atualmente, é considerada uma heroína para os tanzanianos, que a chamam de "Mãe da Nação".

## Biografia
Nasceu em 1926, em Dar es-Salaam, como filha de pais muçulmanos. Estudou até o quarto ano do ensino fundamental na Escola para Meninas Uhuru, muito além do que a maioria das meninas mulçumanas da época. Casou-se com Mzee Bin Haji, em um casamento arranjado pelos seus pais quando tinha 14 anos de idade. Juntos tiveram um filho. Tempos depois, se divorciaram. Casou-se, por amor, com Buku bin Athmani.
Em 1955, entrou para o partido União Nacional Africana da Tanzânia (TANU). Se tornando a líder da ala feminina. Neste período, mobilizou mais de 6.000 mulheres para aderir ao movimento nacionalista.
Durante a transição da independência, fez parte do Conselho Legislativo, lutando pelo desenvolvimento rural e pela igualdade de acesso ao emprego, à educação e à saúde. Foi líder da Umoja wa Wananawake wa Tanzania (União das Mulheres da Tanzânia).
Após formalizada a independência do país, Julius Nyerere se torna presidente. Em 1961, Mohamed foi a ministra das Mulheres e Assuntos Sociais até 1965, quando perdeu sua cadeira parlamentar e não pôde ser mais ministra. Continuou como líder da ala feminina de seu partido. Em 1967, o partido emite a Declaração de Arusha sobre Socialismo e Autossuficiência, onde Mohamed se mostrou contra em alguns pontos, e renunciou todos os cargos que possuía dentro do partido. Em 1969 foi presa, mesmo alegando inocência, foi acusada de conspirar contra Nyerere e condenada à prisão perpétua. Em 1972 foi solta com indulto presidencial. Com sua soltura, Mohamed se afastou da vida pública e foi viver em Dar es-Salaam com sua família. O partido a apagou de sua história, com ela sendo reabilitada somente muitos anos depois.
No ano de 1991, durante a comemoração do 30º aniversário da independência de Tanganica, o nome de Mohamed foi mencionado, e foi reconhecida como heroína da independência. Em sua homenagem, batizaram a principal via de Dar es-Salaam com seu nome.
Faleceu em 5 de novembro de 2000, em um hospital na África do Sul.